# École nationale supérieure des mines de Nancy
École nationale supérieure des mines de Nancy es el nombre oficial de la escuela de Minas de Nancy. Es una de las Grandes Escuelas de ingenieros francesa.
La escuela de minas de Nancy forma parte de la Universidad de Lorena y es también un «socio estratégico» del instituto Mines-Telecom (unión de las escuelas de Minas francesas y las escuelas Telecom). Finalmente, la escuela forma parte del grupo ARTEM, es un grupo que se compone de tres escuelas: una escuela de ingeniería, la escuela de bellas artes y una escuela de comercio. El proyecto consiste en reunirlas en un único campus universitario.

## Historia
Francia recuperó en 1918 la región Lorena (ocupada por Alemania desde 1870) y expulsó a los ingenieros alemanes. La escuela de Minas de Nancy fue creada en 1919, como Instituto metalúrgico y minero, para formar ingenieros de minas para las minas del norte de la región de Lorena (Francia) y reemplazar a los ingenieros alemanes expulsados.
Inicialmente situada en la plaza Cours Léopold, la escuela cambió de localización y se instaló en el parque Saurupt en 1960. Actualmente se encuentra en el Campus Artem desde 2012.
La escuela ha ido evolucionando y ahora es una escuela "generalista". Las competencias que la Escuela enseña a sus alumnos abarcan un amplio espectro de disciplinas.

## Formación
La escuela recruta a sus estudiantes franceses en un concurso después de dos años de clases preparatorias a las grandes escuelas.
Primer año
Durante el primer año, se enseñan a todos los alumnos matemáticas y física teórica:
- Primer módulo de matemáticas (funciones holomorfas, teorema de los residuos, transformada de Laplace y de Fourier y teoría de distribuciones)
- Segundo módulo de matemáticas: opción entre teoría de la medida y de las probabilidades o análisis numérico
- Mecánica de medios continuos
- Estadísticas y probabilidades
- Física cuántica
- Física estadística
- Termodinámica
- Programación

Además, se les ensenan lenguas extranjeras y bases de economía y gestión.
Segundo y tercer años
En el segundo y el tercer años, hay 38 opciones científicas, 6 opciones de gestión, 22 opciones ARTEM (gestión, arte e ingeniería) y 6 departamentos. Los departamentos de la escuela son:
- Departamento "Proceso, Energía y Medio Ambiente" Energía e Ingeniería Ambiental de los sistemas industriales
- Departamento "Materiales" materiales functionales - materiales estructurales
- Departamento "Energía, producción, transformación"
- Departamento "Ingeniería industrial y matemáticas aplicadas" Ingeniería matemática - Ingeniería de los sistemas y decisión de producción
- Departamento "Información y Sistemas": Ingeniería de los sistemas de información - Proyecto de Sistemas de gestión de la información - Seguridad en el diseño de sistemas embebidos en ambiente - Bioinformática
- Departamento "Geoingeniería": ingeniería civil, geología, ingeniería geotécnica, modelización geomecánica, hidrogeotécnica, geoestadística, riesgos naturales, geofísica.

Prácticas
Las prácticas son parte de los estudios:
- Práctica como obrero (4 semanas durante el primer año), cuyo objetivo es descubrir las realidades sociales del mundo del trabajo.
- Práctica como ingeniero asistente (10 semanas en el segundo año): permite a los estudiantes afinar su proyecto profesional.
- Práctica como ingeniero (20 semanas mínimo durante el tercer año) es a menudo una formación previa al empleo.

## Internacional
Los estudiantes de la escuela tienen la oportunidad de integrar universidades extranjeras para su tercer año (posibilidad de doble titulación), en donde, entre otras: Imperial College London, Cranfield University, Universidad de Columbia, Georgia Tech, Kyushu Institute of Technology, Universidad de Aizu, Hangzhou University, Universidad de Shanghái Jiao Tong, Universidad de Santiago de Chile, Pontificia Universidad Católica del Perú, Universidad de Santiago de Chile, Escuela Politécnica de São Paulo, Universidad de Brasilia, Escuela Politécnica de Montreal, instituto miniero de Moscú, Instituto miniero de San Petersburgo, Chalmers University, Escuela Técnica Superior de Ingenieros de Minas de Madrid, Escuela de Minas de Oviedo...
Una veintena de estudiantes extranjeros (universidades china, brasileñas, rusas, españoles...) integran la promoción durante el segundo año por un programa de dobles titulaciones.
Una docena de estudiantes toman cursos, con el programa de intercambio Erasmus.

## Investigación científica
- Instituto Jean Lamour: Laboratorio de metalurgia, materiales, nanociencias, plasmas
- LAEGO Laboratorio geomecánica del medio ambiente, estructuras
- LEMTA Laboratorio de energía y mecánica aplicada y teórica
- CRB Centro de investigación petrográfico y geoquímico
- LORIA Laboratorio de investigación en computación y sus aplicaciones